# Catops fuscus fuscus
Catops fuscus fuscus é uma subespécie de insetos coleópteros polífagos pertencente à família Leiodidae.
A autoridade científica da subespécie é Panzer, tendo sido descrita no ano de 1794.
Trata-se de uma subespécie presente no território português.